# Pyocyte
Le pyocyte est l'une des cellules qui constituent le pus,.
Cette cellule altérée n'est pas à l'origine constitutive du tissu au sein duquel s'est développée l'inflammation puis le pus. Le pyocyte est en fait un granulocyte neutrophile (encore appelé polynucléaire neutrophile ou PNN) qui du fait de son rôle d'agent cellulaire anti-bactérien a phagocyté un agent infectieux (bactérie par exemple). Cette phagocytose vient à bout de l'agent infectieux, mais entraîne la mort du PNN, qui dégénère, se charge de graisse et devient pyocyte,.
Le pus n'est pas composé que de pyocytes, on y trouve aussi des cellules du tissu enflammé où siège de la suppuration, de fibrine et de nécrose tissulaire.